# Joana de Gales
Joana de Gales (em galês: Siwan; c. 1191 — 30 de março de 1237) foi uma filha ilegítima do rei João de Inglaterra e de Clemence Pinel. Ela era senhora de Gales e de Snowdon como esposa de Llywelyn, o Grande, príncipe de Gwynedd.

## Família
De acordo com o obituário de Joana no Anais de Tekewsbury, sua mãe era chamada de reginæ Clemenciæ, ou seja, rainha Clemência. Porém, ela era provavelmente Clemence Pinel, esposa de Henrique Pinel.
Seus avós paternos eram o rei Henrique II de Inglaterra e a rainha Leonor da Aquitânia. Seus avós maternos são desconhecidos.
Alguns de seus meio-irmãos por parte de pai eram: o rei Henrique III; Ricardo, 1.º Conde da Cornualha e rei dos Romanos; Isabel, consorte de Frederico II do Sacro Império Romano-Germânico; Joana, rainha da Escócia como esposa de Alexandre II da Escócia, etc.

## Biografia
Aos quinzes anos de idade, Joana casou-se com o príncipe Llywelyn, em 1205, como sua segunda esposa. Em 1211, ele mandou a esposa para a Inglaterra para fazer as pazes com o rei João, que na época, atacava o norte do País de Gales.
Em 1226, o Papa Honório III a declarou filha legítima do rei, porém, sem direitos sucessórios ao trono inglês.
Na Páscoa de 1230, Joana foi pega em flagrante traindo o marido com Guilherme de Braose, pai de Isabel, futura esposa do filho de Joana, David. Em maio, ele foi enforcado em Abergwyngregyn.
Joana ficou aprisionada durante um ano em uma torre em Garth Celyn. Mais tarde, Llywelyn a perdoou, e devolveu-lhe o título de senhora de Gales.
Joana e seu filho, David, prestaram homenagem ao meio-irmão dela, o rei Henrique III, em 1229.
Ela morreu em 30 de março de 1237 no palácio de Abergwyngregyn. O príncipe viúvo fundou o Mosteiro Franciscano de Llanfaes em memória da esposa, onde ela foi enterrada. Séculos depois, em 1537, o local foi destruído durante a Dissolução dos Mosteiros.
Atualmente, seu caixão vazio está localizado na Igreja de Santa Maria e São Nicolas, em Beaumaris.

## Descendência
- Helena de Gales (c. 1207 - entre 1 de janeiro/24 de outubro de 1253), seu primeiro marido foi João da Escócia, Conde de Huntingdon, mas eles não tiveram filhos. Depois tornou-se esposa de Sir Roberto de Quincy, Senhor de Ware, filho mais novo de Saer de Quincy, 1º Conde de Winchester e Margarida de Beaumont  com quem teve três filhas;
- David de Gales (1208/15 - 25 de fevereiro de 1246), foi príncipe de Gwynedd como sucessor do pai, e o primeiro a reivindicar o título de príncipe de Gales. Foi marido de Isabel de Braose. Sem descendência;

Alguns dos outros filhos registrados de Llywelyn também podem ter sido de Joana:
- Gwladus Ddu (1206-1251), que se casou com (1) Reginaldo de Braose e (2) Ralf de Mortimer, com quem teve um filho.
- Susana de Gales (1216/21 - após 24 de novembro de 1228), foi criada na Inglaterra, que foi enviada para a Inglaterra como refém em 1228.
- Angharad ferch Llywelyn
- Marared / Margarida (nascida em 1992) que se casou com (1) Sir João de Braose (chamado Tadody), neto de Guilherme de Braose, 4º Senhor de Bramber.  Ela se casou com Sir Gualtério de Clifford e teve filhos de ambos os maridos.

## Na cultura popular
- A peça Siwan do poeta Saunders Lewis é baseada no caso amoroso entre Joana e Guilherme;
- Aparece como protagonista do livro Here Be Dragons de Sharon Kay Penman.